# Kanton Bordeaux-5
Der Kanton Bordeaux-5 ist seit 1801 ein französischer Wahlkreis im Arrondissement Bordeaux, im Département Gironde und in der Region Nouvelle-Aquitaine; Vertreter im Generalrat des Départements ist seit 2008 Matthieu Rouveyre. 
Der Kanton besteht aus dem östlichen Teil der Stadt Bordeaux mit insgesamt 55.725 Einwohnern (Stand: 2022):
Bis zur landesweiten Neuordnung der französischen Kantone im März 2015 besaß der Kanton den INSEE-Code 3312.